# Antonio Meza-Cuadra Bisso
Antonio Meza-Cuadra Bisso (Lima, 12 de septiembre de 1982) es un exfutbolista peruano. Jugaba de delantero y tras su retiro fue entrenador y gerente deportivo.

## Trayectoria
En 1998 llegó a Universitario de Deportes. Jugó la Segunda División Peruana 2001 con el club Virgen de Chapi, filial del equipo crema. Al año siguiente, fue cedido en préstamo a Juan Aurich de Chiclayo y descendió aquel año. Regresó a Universitario para la temporada 2003 bajo la dirección técnica de Ricardo Ortiz y luego con Roberto Martínez. En el año 2005, descendió con la Universidad César Vallejo al mando de Franco Navarro.
En 2008 fichó por José Gálvez de Chimbote. A pesar de la buena campaña en Gálvez como su máximo anotador, desechó la posibilidad de quedarse o retornar a la U y en 2009 decidió vestir la casaquilla de la Universidad César Vallejo de Trujillo, donde anotó 5 goles, ayudando al equipo a clasificar para la Copa Sudamericana 2010.
Para el año 2010, decidió fichar por FBC Melgar, por el que jugó por cuatro temporadas (dos de ellas como capitán), Superó la marca de los treinta goles con la camiseta rojinegra, siendo pieza fundamental en la clasificación para la Copa Sudamericana 2013. En 2014 finalizó su ciclo con Melgar, por lo que fue fichado por Unión Comercio, donde jugó toda la temporada y consiguió la clasificación para la Copa Sudamericana 2015. En 2015 fichó por Sport Huancayo. Luego de dos años y medio en Huancayo, donde no tuvo muchas oportunidades, decidió rescindir su contrato y fichar por Alianza Atlético de Sullana. Meza-Cuadra argumentó que vio cosas raras y turbias por parte del técnico, sin dar mayores detalles.
En 2019 fue técnico del Club Sport Carlos Tenaud de Trujillo, donde lo sacó campeón, ascendiendo a la liga de la primera división de la liga de Trujillo. Su campaña fue invicta: jugó once partidos, donde los ganó todos, anotando treinta y un goles, y solo recibiendo dos goles en contra. Se mantuvo hasta el año siguiente cuando el campeonato fue suspendido por la pandemia de Covid-19.
Entre marzo de 2023 y mayo de 2024 fue Gerente Deportivo de Sport Boys de la Primera División del Perú.

## Clubes
| Club                        | País | Año       |
| --------------------------- | ---- | --------- |
| Virgen de Chapi             | Perú | 2001      |
| Juan Aurich                 | Perú | 2002      |
| Universitario de Deportes   | Perú | 2003      |
| Unión Huaral                | Perú | 2004      |
| Universidad César Vallejo   | Perú | 2005      |
| Sport Áncash                | Perú | 2006      |
| Universidad de San Martín   | Perú | 2007      |
| José Gálvez FBC             | Perú | 2008      |
| Universidad César Vallejo   | Perú | 2009      |
| FBC Melgar                  | Perú | 2010-2013 |
| Unión Comercio              | Perú | 2014      |
| Sport Huancayo              | Perú | 2015-2017 |
| Alianza Atlético de Sullana | Perú | 2017      |
| Carlos A. Mannucci          | Perú | 2018      |

## Estadísticas

### Clubes
Datos actualizados hasta el 4 de noviembre de 2018.
| Juan Aurich · Perú                                                                                  | 2.ª           | 2002          | 24  | 4   | —  | —  | — | — | 24  | 4   | 0.17 |
| Juan Aurich · Perú                                                                                  | Total club    | Total club    | 24  | 4   | —  | —  | — | — | 24  | 4   | 0.17 |
| Universitario de Deportes · Perú                                                                    | 1.ª           | 2003          | 26  | 7   | —  | —  | 0 | 0 | 26  | 7   | 0.27 |
| Universitario de Deportes · Perú                                                                    | Total club    | Total club    | 26  | 7   | 0  | 0  | 0 | 0 | 26  | 7   | 0.27 |
| Unión Huaral · Perú                                                                                 | 1.ª           | 2004          | 46  | 6   | —  | —  | — | — | 46  | 6   | 0.21 |
| Unión Huaral · Perú                                                                                 | Total club    | Total club    | 46  | 6   | 0  | 0  | — | — | 46  | 6   | 0.13 |
| Universidad César Vallejo · Perú                                                                    | 1.ª           | 2005          | 41  | 7   | —  | —  | — | — | 41  | 7   | 0.17 |
| Sport Áncash · Perú                                                                                 | 1.ª           | 2006          | 34  | 5   | —  | —  | — | — | 34  | 5   | 0.15 |
| Sport Áncash · Perú                                                                                 | Total club    | Total club    | 34  | 5   | 0  | 0  | — | — | 34  | 5   | 0.15 |
| Universidad de San Martín · Perú                                                                    | 1.ª           | 2007          | 15  | 1   | —  | —  | — | — | 15  | 1   | 0.07 |
| Universidad de San Martín · Perú                                                                    | Total club    | Total club    | 15  | 1   | 0  | 0  | — | — | 15  | 1   | 0.07 |
| José Gálvez FBC · Perú                                                                              | 1.ª           | 2008          | 48  | 17  | —  | —  | — | — | 48  | 17  | 0.07 |
| José Gálvez FBC · Perú                                                                              | Total club    | Total club    | 48  | 17  | 0  | 0  | — | — | 48  | 17  | 0.35 |
| Universidad César Vallejo · Perú                                                                    | 1.ª           | 2009          | 37  | 6   | —  | —  | — | — | 37  | 6   | 0.16 |
| Universidad César Vallejo · Perú                                                                    | Total club    | Total club    | 78  | 13  | 0  | 0  | 0 | 0 | 78  | 13  | 0.17 |
| FBC Melgar · Perú                                                                                   | 1.ª           | 2010          | 40  | 13  | —  | —  | — | — | 40  | 13  | 0.33 |
| FBC Melgar · Perú                                                                                   | 1.ª           | 2011          | 25  | 9   | 1  | 1  | — | — | 26  | 10  | 0.38 |
| FBC Melgar · Perú                                                                                   | 1.ª           | 2012          | 38  | 12  | —  | —  | — | — | 38  | 12  | 0.32 |
| FBC Melgar · Perú                                                                                   | 1.ª           | 2013          | 41  | 6   | 0  | 0  | 2 | 0 | 43  | 6   | 0.14 |
| FBC Melgar · Perú                                                                                   | Total club    | Total club    | 144 | 40  | 1  | 1  | 2 | 0 | 147 | 41  | 0.28 |
| Unión Comercio · Perú                                                                               | 1.ª           | 2014          | 22  | 7   | 13 | 4  | — | — | 35  | 11  | 0.31 |
| Unión Comercio · Perú                                                                               | Total club    | Total club    | 22  | 7   | 13 | 4  | 0 | 0 | 35  | 11  | 0.31 |
| Sport Huancayo · Perú                                                                               | 1.ª           | 2015          | 29  | 17  | 8  | 6  | — | — | 37  | 23  | 0.62 |
| Sport Huancayo · Perú                                                                               | 1.ª           | 2016          | 33  | 17  | —  | —  | 2 | 0 | 35  | 17  | 0.49 |
| Sport Huancayo · Perú                                                                               | 1.ª           | 2017          | 11  | 2   | —  | —  | 2 | 0 | 13  | 2   | 0.15 |
| Sport Huancayo · Perú                                                                               | Total club    | Total club    | 62  | 36  | 8  | 6  | 4 | 0 | 74  | 42  | 0.28 |
| Alianza Atlético · Perú                                                                             | 1.ª           | 2017          | 13  | 1   | —  | —  | — | — | 13  | 1   | 0.08 |
| Alianza Atlético · Perú                                                                             | Total club    | Total club    | 13  | 1   | 0  | 0  | — | — | 13  | 1   | 0.08 |
| Carlos A. Mannucci · Perú                                                                           | 2.ª           | 2018          | 16  | 5   | —  | —  | — | — | 16  | 5   | 0.31 |
| Carlos A. Mannucci · Perú                                                                           | Total club    | Total club    | 16  | 5   | 0  | 0  | — | — | 16  | 5   | 0.31 |
| Total carrera                                                                                       | Total carrera | Total carrera | 528 | 142 | 22 | 11 | 6 | 0 | 556 | 153 | 0.28 |
| (1)Incluye datos del Torneo del Inca. (2)Incluye datos de la Copa Sudamericana y Copa Libertadores. |               |               |     |     |    |    |   |   |     |     |      |

## Clubes como entrenador
Debutó en la Liga de Socabaya de Arequipa, donde dirigió a grandes jugadores como "La bestia Valencia"
| Club            | País | Año       |
| --------------- | ---- | --------- |
| Carlos Tenaud   | Perú | 2019-2020 |
| Atlético Verdún | Perú | 2020      |
| Carlos Tenaud   | Perú | 2022      |
| Atlético Verdún | Perú | 2022-     |